# CHAMP
CHAMP (CHAllenging Minisatellite Payload) war ein deutscher Kleinsatellit, der am 15. Juli 2000 von einer Kosmos-Rakete vom Kosmodrom Plessezk aus in eine polarnahe 454 km hohe Umlaufbahn gestartet wurde.
Der Satellit hatte eine Masse von 522 kg und war 8,33 m lang (4,04 m davon der Ausleger für die Magnetfeldsensoren) und war ursprünglich für eine Lebensdauer von fünf Jahren ausgelegt. Am 19. September 2010 – nach mehr als dem doppelten der eigentlichen Missionszeit – verglühte CHAMP beim Wiedereintritt in die Erdatmosphäre.
CHAMP vermaß das Magnet- und Schwerefeld der Erde und sammelte präzise Informationen über globale Temperatur- und Wasserdampfverteilungen. Diese wurden mit der innovativen GPS-Radiookkultationsmethode zur Atmosphärenfernerkundung ermittelt. Das Erdmagnetfeld löste CHAMP mit einer Genauigkeit von etwa 0,5 Nanotesla auf. Zum Vergleich: Das Magnetfeld auf der Erdoberfläche beträgt ca. 30 µT. Das Schwerefeld erfasste der Satellit mit einer Präzision von ca. 0,0005 µm/s², entsprechend einer detektierbaren Höhenvariation von 1 mm. Zum Vergleich: die Erdbeschleunigung auf der Oberfläche beträgt fast 10 m/s². Die Ortsauflösung beträgt zwischen 100 und 200 km.
Das GeoForschungsZentrum Potsdam leitete die CHAMP-Mission. Weitere Projektpartner waren:
- Jena-Optronik (Bau des Satelliten zusammen mit Astrium Friedrichshafen und Rostock)
- COSMOS International Satellitenstart (Start)
- DLR Oberpfaffenhofen (Satellitenkontrollzentrum)

Partner, die sich mit Nutzlasten beteiligten:
- NASA, JPL (GPS-Empfänger)
- CNES, ONERA (Beschleunigungssensor)
- AFRL, USAF (Digitales Ionendriftmeter, DIDM, und Langmuirsonde)
- Dänemarks Technische Universität (Fluxgate-Magnetometer und Sternsensoren)